# عادل تاحیف
عادل تاحیف (انگلیسی: Adil Tahif؛ زادهٔ ۲۴ فوریهٔ ۲۰۰۱) بازیکن فوتبال اهل مراکش است.